# محافظة رفحاء
محافظة رفحاء هي محافظة سعودية تابعة لمنطقة الحدود الشمالية في المملكة العربية السعودية، وتقع على دائرة عرض 30 درجة وخط طول 44 درجة.

## السكان
- بلغ عدد سكان محافظة رفحاء (84,536) نسمة حسب تعداد السعودية 2022، عدد السعوديين (65,207) نسمة، وعدد غير السعوديين (19,329) نسمة.[2]
- بلغ عدد سكان المحافظة 80 ألف نسمة عام 2010.[3]

## الموقع والحدود
يحدها شرقاً: المنطقة الشرقية وأولها حفر الباطن، ويحدها أيضا دولة العراق شمالاً، يحدها غرباً: مدينة عرعر مقر إمارة منطقة الحدود الشمالية ويحدها أيضا منطقة الجوف ويحدها جنوباً منطقة حائل.

## أهميتها
زاد من أهميتها وقوعها على الطريق الدولي الذي يربط لبنان والأردن وسوريا وفلسطين والعراق بدول الخليج العربي (الكويت والبحرين وقطر) وبقية مدن السعودية، كما أن إنشاء مخيم إيواء اللاجئين العراقيين بعد حرب الخليج الثانية عام 1991م ساهم في شهرتها إقليميا وعالميا. وتشتهر المنطقة بمناطق الصيد الكثيرة والمناظر الخلابة في فصل الربيع من كل سنة تقريبا.

## آثار
هناك العديد من الأماكن الأثرية في القرى والهجر التابعة للمحافظة من أهمها درب زبيدة وهو من الدروب المهمة التي تنقل الحجاج من بلاد العراق وما وراءها إلى الديار المقدسة ويتخلل هذا الدرب العديد من البرك التي أنشأتها زبيدة بنت جعفر العباسية زوجة الخليفة هارون الرشيد العباسي ويبلغ عدد البرك فيها ثمانية عشر بركة أيضاً هناك العديد من الأثار في كل من قرية لينه وزبالا والتي تتمثل في الابار القديمة والتي أنشئت من عهد النبي سليمان، وكذلك مقر الامارة والذي تم إنشائه بعد توحيد المملكة عام 1354/1355هـ.
من الآثار:
- درب زبيدة
- لينة
- زبالا
- ام عمارة.
- روضة الهباس.
- الجميماء.
- لوقة.
- قرية ابن شريم.
- قرية الطويريق.
- قرية السوقي.
- طلعة التمياط.
- قرية المركوز.
- قرية الجبهان.
- قرية المصندق.

## الأودية والشعاب
هنالك العديد من الأودية والشعاب التي تقطع هضبة الحجرة التي تعتبر جزءاً من سطح المنطقة، وهذه الأودية والشعاب عموماً تتجه بحسب الانحدار العام الشمالي والشمالي الشرقي (الأودية بدءاً من الغرب نحو الشرق) وهي كما يلي:
- وادي الخد: يقع غرب المحافظة وسمي بذلك لأنه يشبه الخد في شكله، ويتجه هذا الوادي من الجنوب نحو الشمال على مقربة من قرية لوقة الواقعة شماله.
- وادي أبا القد: يقع هذا الوادي في غرب المحافظة، على مقربة من قرية لوقة من جهة الجنوب والشرق منها، ويفيض في نوازي عقارب.[5]
- وادي مديسيس: وهم واديان صغيران بنفس المسمى، إلا أن جهتيهما تختلف وهما: مديسيس الجنوبي: وهو واد صغير يقع بين وادي أعيوج ووادي أبا القد، والذي يشترك معه في جنوب لوقة. مديسيس الشمالي: وهو أيضاً وادي صغير يقع بين شعيب مري وشعيب سبع الأرجل.
- وادي أعيوج: ويقع هذا الوادي غرب المحافظة إلى الغرب من طلعة التمياط، ويتصل هذا الوادي بفيضة العجرمية، وهنالك وادي آخر بنفس الجهة ة إلا أنه أقصر من الأول ويفيض بنواظر شرق لوقة.[6]
- وادي فيحان: يبدا هذا الوادي من جنوب المحافظة متجهاً نحو الشمال الشرقي، نحو مدينة رفحاء إلا انه معالمة تختفي غرب المدينة عند حيران فيحان، ولهذا الوادي فروع عدة هي : شعيب رميلان وشعيب الأفيح وشعيب الدمثي وخور الوجاج.[7]
- وادي زبالا: سمي بذلك نسبة لهجرة زبالا الواقعة على مقربة من هذا الوادي، ويقع إلى الجنوب الشرقي من مدينة رفحاء وله فرعان هما: شعيب المناشبي وشعيب أبا الرمم، وهما متصلان بجهة الغرب من الوادي.[8]
- شعيب أبي رواث: ويقع جنوب شرقي رفحاء، وسمي بذلك نسبة لكثرة نبات الروثه فيه، وينحدر بالقرب من روضة أم العصافير، وله فروع اهمها مديسيس أبي رواث.
- شعيب الخشيبي: يقع شرق رفحاء وشمال قرية لينة، وله فروع كثيرة منها ما يتجه شرقاً، ومنها ما يتجه غرباً.
- شعيب المصندق: ويقع بين شعيب الخشيبي شرقاً وشعيب أبي رواث غرباً، وتقع عليه قرية المصندقه وهو إلى الشرق من رفحاء.

## أحياء رفحاء
| - العمال - الفيصليه - المدينة - الخالدية شمال - الخالدية جنوب | - القادسية - النموذجية جنوب - الروضة - الملز - الجميماء - اليرموك | - المحمدية - الادارية - العزيزيه - المساعدية - الصناعية - الصناعية الجديدة - الشمالي - الإسكان التنموي - الورود - الضاحية |

## أحداث مهمة في تاريخ محافظة رفحاء
- في عام 1370هـ / 1950م نشأت محافظة رفحاء حينما انتشرت مساكن الذين التحقوا بالعمل في شركة التابلاين من خيام وبيوت طين وصنادق، بالقرب من موقع العمل وأسميت في بادئ الأمر محافظة خط الأنابيب، وأنشأ أول مركز صحي برفحاء الذي كان تابعاً لشركة التابلاين، وأول أمير لرفحاء حينما كانت تسمى إمارة هو الأمير / سعد العميري التميمي، كما أن أول عمدة هو : محمد موسى العلاوي الذي عمل شرفياً (تطوع بدون راتب) لمدة 17عام وكان يؤدي أعمال عديدة مثل أعمال العسس والشرطة وتصديق الأوراق الرسمية، وبعد ذلك تم ترشيحه للعمودية بعد أن فاز في انتخابات العمودية التي أقيمت من بين أربع عمد تقدموا، وبذلك حصل على منصب العمودية رسمياً من قبل وزارة الداخلية، وقد أنشأت شركة آرامكو مطاراً صغيراً في رفحاء بمدرج ترابي وأول مدير للمطار هو الشيخ/ جابر أحمد العرادي (). وبعد ذلك بعام تم افتتاح قسم للشرطة ودائرة للبريد إلى جانب إنشاء أول مزرعة برفحاء تعود ملكيتها إلى ناصر النونان ومحمد الشهري وكانوا شراكة في العمل وقد كانت هذه المزرعة تبيع منتجاتها على الأهاليفي عام 1372هـ / 1952م افتتحت أول مدرسة ابتدائية للبنين وهي مدرسة محافظة خط الأنابيب التي أسميت فيما بعد بالمدرسة الأميرية ثم سميت لاحقاً بمدرسة هارون الرشيد الابتدائية، وهو المسمى الحالي للمدرسة، وكان أول مدير لها هو الأستاذ / أنور عبد القادر فلمبان، وكان عدد طلاب المدرسة في ذلك الوقت 28 طالباً.
- وما بين عام 1374هـ/ 1954م إلى 1377هـ / 1957م بدأت أعمال البلدية في رفحاء متمثلة بالنظافة، عندما كان أعيان البلد يعتمدون على النظافة الذاتية لمنازل المدينة فقد عقدوا اجتماعاً وقرروا أن يعينوا رجل نظافة يقوم بالتنظيف أمام المنازل مقابل أجور يدفعونها الأهالي وبالفعل تم اعتماد القرار ونُفذ واستمروا على هذه الطريقة حتى تم إنشاء بلدية رفحاء.
- في عام 1375هـ / 1955م كان برفحاء جمرك وهو يستقبل السيارات القادمة من العراق والمغادرة له، بالإضافة إلى إجبار سيارات الترانزيت القادمة من الشام بالتوقف عنده، لغرض التفتيش وعمل بعض الإجراءات الروتينية مثل تصديق أوراق السائق ثم السماح له بإكمال مسيره، وكان أول مدير للجمارك برفحاء اسمه / يوسف أحمد كركدان. أيضاً في هذا العام أنشئت المحكمة الشرعية في رفحاء، وأول قاضي عمل في المحكمة هو الشيخ / محمد بن فايز. وفي هذا العام ظهرت أول ورشة تصليح سيارات برفحاء وهي ورشة الفالح وكانت بأيدي عاملة سعودية، لصاحبها : عبد الهادي اليانس الفالح.
- في عام 1376هـ / 1956م أنشئ أول محل سوبر ماركت في رفحاء وكان يعرف بـدكان محمد موسى العلاوي وموقعه حالياً في مكان محلات التركي للأجهزة الكهربائية على شارع الملك فيصل (شارع السوق العام)، وهو محل متكامل يحتوي على مواد غذائية، وملبوسات متنوعة، وكماليات وإكسسوارات، ويجد به المشتري كل ما يلبي احتياجاته.
- في عام 1379هـ / 1959م زار رفحاء الملك سعود بن عبد العزيز – تلبيه لدعوه موجهه من قبل الشيخ مشل التمياط والشيخ أحمد التمياط - بواسطة الطائرة، وبكرم الملك المعهود فقد قام الملك سعود بتوزيع بعض الأموال على المواطنين، كما أن الشيخ مشل التمياط اعد وليمة الغداء في بيتِ من الشعر كان قد بناه قرب المطار بهذه المناسبة.
- في عام 1383هـ / 1963م دخلت الكهرباء رفحاء عن طريق (الجمعية التعاونية). كما أنشئت في هذا العام مندوبية تعليم البنات برفحاء. وشهد هذا العام افتتحت أول مدرسة للبنات وهي المدرسة الأولى الابتدائية.

كما ظهرت أول محطة محروقات برفحاء تعود لملكية محمد موسى العلاوي الذي باعها فيما بعد إلى أسرة الدخيل ومكانها جنوب المكتبة العامة برفحاء وتقع على الطريق الدولي.
- في عام 1384هـ / 1964م أنشئت مندوبية تعليم البنات برفحاء افتتحها الأستاذ/ علي إبراهيم علي القسومي الوبيري الشمري حيث أخذ على عاتقه افتتاح كثير من مدارس البنات في قرى وهجر مدينة رفحاء. كما شهد هذا العام تأسيس قطاع حرس الحدود برفحاء وكان أول مدير لحرس حدود رفحاء هو عبد الله الغشّام.
- في عام 1385هـ / 1965م تم إنشاء فرع لبلدية منطقة الحدود الشمالية في رفحاء أول مدير تولى أعمالها هو / عبد الكريم محمدالحسين. وفي هذا العام أيضا أسست إدارة الأحوال المدنية في رفحاء، وكان أول مدير للأحوال المدنية برفحاء هو عبد الله الأحيدب.
- في عام 1386هـ / 1966م أنشئت أول مدرسة متوسطة للبنين وأول مدير لها هو الأستاذ إبراهيم بن عبد العزيز بن عيد الشمري المعروف بـ (العيدي)، وأول من عمل بمهنة تدريس اللغة الإنجليزية في رفحاء هو هاري اتكنسن بريطاني الجنسية، الذي قدم إلى رفحاء في هذا العام.
- في عام 1387هـ / 1968م أنشئت هيئة الأمر بالمعروف والنهي عن المنكر. كما شهد تأسيس خدمة البرق في رفحاء.
- في عام 1391هـ / 1971م جاءت إلى رفحاء كتيبة 41 إحدى كتائب لواء الملك فيصل الذي مقره عرعر تحت مسمى الفرقة 18، التي ظلت تحمل هذا الاسم حتى تغير إلى الكتيبة 41.
- في عام 1392هـ / 1972م بدأ أول بث تلفزيوني في رفحاء عندما قامت شركة التابلاين بإنشاء محطة بث تلفزيونية لم تتوقف إلا في عام 1405هـ /1985م.
- في عام 1393هـ / 1973م شهد تأسيس شركة كهرباء رفحاء وضواحيها.
- في عام 1394هـ / 1974م أنشئت أول مدرسة ثانوية للبنين وهي ثانوية رفحاء، وكان أول مدير لها هو الأستاذ عدنان البرقاوي.
- في عام 1395هـ / 1975م أنشئت بلدية رفحاء وتوابعها كما أنشأ مستوصف حكومي وظهرت أول مدرسة متوسطة للبنات ومدرسة محو الأمية الأولى كأول مدرسة محو أمية في المحافظة.
- في عام 1396هـ / 1976م تأسس الدفاع المدني في رفحاء وأسس نادي التضامن في رفحاء، وكان أول من قام بمهام رئيس النادي هو الشيخ / سليمان بن مسعد البلوي.
- في عام 1397هـ / 1977م تم افتتاح أول فرع بنك برفحاء للخدمات المصرفية وهو فرع البنك الأهلي التجاري وفي هذا العام أيضاً أنشئت أول مدرسة ثانوية للبنات في رفحاء.
- في عام 1398هـ / 1978م أنشئت كتابة عدل كانت تتبع للمحكمة، وكان أول كاتب عدل هو الشيخ كريم بن عايد الشراري. وبدأت أول صيدلية تمارس نشاطها في رفحاء وهي صيدلية السالمي إلى جانب افتتاح مستوصف خاص كانت تتوفر به عيادات طبية كالباطنية والعيون والمسالك البولية ولم يتوقف عمل المستوصف إلا في عام 1407هـ، أما الصيدلية فما زالت تمارس نشاطها في بيع الأدوية والمستلزمات الطبية.
- في عام 1399هـ /1979م افتتح فرع بنك الراجحي في رفحاء.
- في عام 1400/ 1980م تم إنشاء معهد المعلمين الابتدائي برفحاء الذي يدرس به الطلاب بعد نيل شهادة الكفاءة المتوسطة لمدة ثلاث سنوات وكان ملحقاً بثانوية رفحاء، ولم يغلق هذا المعهد إلى بعد العام الدراسي 1404/1405هـ. أول مدرسة لتحفيظ القرآن الكريم أفتتحت عام 1980 م. وأول مدير لها هو الأستاذ خلف بن جبل الغفيلي الشمري
- في عام 1401هـ / 1981م أنشئ المعهد العلمي في رفحاء وكان أول مدير هو الأستاذ عبد الله العقل. إلى جانب استقلال إدارة المرور بعد أن كانت شعبة ضمن شرطة رفحاء. كما شهد هذا العام وصول الخدمة الهاتفية للدوائر الحكومية فقط.
- في عام 1402هـ / 1982م تأسس فرع وزارة الزراعة والمياه برفحاء. وفي هذا العام بدأ تركيب خطوط الهاتف في منازل المواطنين. وفي هذا العام أيضا افتتح فرع لجمعية الهلال الأحمر السعودي في رفحاء. وظهرت أول حلقة لتحفيظ القرآن الكريم وهي حلقة أبو بكر الصديق التي كانت في الجامع الكبير.
- وفي عام 1403 هـ تأسست الجمعية التعاونية متعددة الأغراض في رفحاء وكان رئيس مجلس الأدارة هو الشيخ راكان بن أحمد التمياط. والسكرتير العام للجمعية هو عضو مجلس الأدارة الأستاذ / خلف بن جبل الغفيلي الشمري.
- في عام 1405هـ / 1985م افتتح مستشفى رفحاء بسعة ثلاثين سريراً.
- في عام 1407هـ / 1987م تأسست جمعية رفحاء الخيرية على يد الشيخ راكان بن أحمد التمياط وأول رئيس لمجلس الأداره هو أمير مركز رفحاء / أبراهيم الهزاع.. والسكرتيرعضو مجلس الأدارة الأستاذ خلف بن جبل الغفيلي الشمري. وفي هذه السنة 1987 م أفتتحت مدرسة الزبير بن العوام الأبتدائية بهجرة الجبهان والتي تقع شرق رفحاء بمسافة 15 كم وكان أول مدير لها هو الأستاذ خلف بن جبل الغفيلي الشمري.
- في عام 1408هـ / 1988م تأسست الجمعية الخيرية لتحفيظ القرآن الكريم برفحاء.
- في عام 1410هـ / 1990م تأسس فرع الغرفة التجارية الصناعية في رفحاء.
- في عام 1412هـ / 1991م أنشئ مخيم رفحاء لإيواء اللاجئين العراقيين، وقد بلغ عدد اللاجئين حوالي 32000 بعد إنشاء المخيم بسنة واحدة وبعد ذلك تناقص هذا العدد ولم يتبقى منهم سوى المئات وأخيرا أغلق المخيم بعد حرب العراق الأخيرة التي أعقبها رحيل كثير منهم إلى ديارهم وكلف لأدارة مدارس اللاجئين كل من الأستاذ أحمد عبد العزيز الأحمد. والأستاذ خلف بن جبل الغفيلي الشمري. والأستاذ حمد بن ناصر الوليعي.والأستاذ محمد سعد العمير.والأستاذ عبد الله بن محمد السالم والأستاذ خالد بن حمود الواكد.والأستاذ عبد الله بن محمد المنديل.والأستاذ ناصر بن حمود الفريح. كما شهد هذا العام إنشاء مركز الإشراف التربوي للبنين برفحاء وأول رئيس له هو الأستاذ أحمد فهيد البقعاوي. ولا يزال على رأس العمل. وفي هذا العام أيضا بدأ نشاط المكتب التعاوني للدعوة والإرشاد وتوعية الجاليات.
- في عام 1415هـ / 1995م افتتحت إدارة الأوقاف والمساجد عام 1415هـ. وتأسست إدارة مكافحة المخدرات في رفحاء.
- في عام 1419هـ / 1999م تأسست المكتبة العامة برفحاء. وافتتح أول مجمّع تجاري في رفحاء وهو سوق العلاوي التجاري الذي يحتوي على أكثر من مئة محل تجاري لبيع جميع المتطلبات النسائية والرجالية.
- وفي عام 1424هـ أنشئت لجنة مكافحة التدخين تحت إشراف جمعية رفحاء الخيرية.
- وفي عام 1425هـ / شهر رجب افتتح مكتب للضمان الاجتماعي برفحاء.
- وفي عام 1428هـ / تم افتتاح فرع 80 لاسواق العثيم التجارية.
- وفي عام 1428 تم إفتتاح فرع جامعة الحدود الشمالية .
- وفي عام 1431 هـ / 2010 م تم افتتاح مطعم هرفي + مطعم كودو + مائده الكاتم + الأنتهاء من عمل دوار طريق حفر الباطن ولينه.
- وفي العام 1431 هــ / 2010 م تم أفتتاح فرع هيئة التحقيق والأدعاء العام في المحافظة.
- وفي عام 2011 افتتح المعهد الصناعي الثانوي برفحاء وأول مدير للمعهد إبراهيم محمد الخالدي.
- وفي الأول من شهر فبراير 2012 بدأ بث قناة الأصايل الفضائية ورئيس مجلس أدراتها الشيخ / عبد الله بن عبيد جبل المايق والمدير التنفيذي الأعلامي / محمد ناصر السبيعي وهي أول قناة فضائية يملكها أحد مواطني رفحاء ويعمل بالقناة الأستاذ والأعلامي / خلف بن جبل الغفيلي الشمري ويقدم برنامج أسبوعي (مجالس عامرة) يعنى بالموروث الشعبي وكذلك برنامج جولة في مدينة وتقارير أخبارية تهم المواطن السعودي والخليجي.